# Simulium annuliforme
Simulium annuliforme är en tvåvingeart som först beskrevs av Rubtsov 1962.  Simulium annuliforme ingår i släktet Simulium och familjen knott. Inga underarter finns listade i Catalogue of Life.